# Desmond Governey
Desmond Governey (irisch Deasún Mac Goibheannaigh; * 11. September 1920 in Waterford; † 29. Dezember 1984 ebenda) war ein irischer Politiker der Fine Gael.
Er war von 1961 bis 1977 und von 1981 bis 1982 Teachta Dála (Abgeordneter) im Dáil Éireann sowie von 1977 bis 1981 Mitglied im Seanad Éireann.
Governey versuchte erstmals bei der Nachwahl für Joseph Hughes im Wahlkreis Carlow–Kilkenny in den Dáil einzuziehen. Dabei scheiterte er aber knapp. Allerdings konnte er schon bei den folgenden Wahlen zum Dáil Éireann 1961 einen Sitz erobern, den er auch bei den nachfolgenden Wahlen 1965, 1969 und 1973 verteidigen konnte. Als er bei den Wahlen 1977 dann den Sitz verlor, wurde er aber über die Industrie- und Gewerbeliste in den Seanad Éireann gewählt. Schon bei den Wahlen 1981 wurde er aber wieder gewählt und konnte auch bei den nachfolgenden Wahlen im Februar 1982 den Sitz halten. Bei den Wahlen im November 1982 trat er nicht mehr an.
Von 1971 bis 1977 gehörte Governey der parlamentarischen Versammlung des Europarats an.